# Willard Wirtz
William Willard Wirtz (DeKalb (Illinois), 14 maart 1912 - Washington D.C., 24 april 2010) was een Amerikaans politicus en ambtenaar van de Democratische Partij. Hij diende als de 10e Minister voor Werkgelegenheid onder presidenten John F. Kennedy en Lyndon B. Johnson.
Willard Wirtz overleed op 24 april 2010 in Washington D.C. op 98-jarige leeftijd. Tot aan zijn dood was hij de oudste nog levende ex-minister van een Amerikaans kabinet.
- Gemeinsame Normdatei: 172465850
- International Standard Name Identifier: 0000 0001 1005 115X
- Library of Congress Control Number: n82077185
- National Archives and Records Administration: 10568770
- Nationale Bibliotheek van Israël: 987007596920705171
- Nederlandse Thesaurus van Auteursnamen: 121400700
- SNAC: w6445nc4
- Système universitaire de documentation: 135702526
- Virtual International Authority File: 111756860
- WorldCat: E39PBJxmH96DxmXMTh8QdJXPQq